# Tadeusz Kowalski (medioznawca)
Tadeusz Stanisław Kowalski (ur. 20 maja 1955 we Wrocławiu) – polski ekonomista, medioznawca i nauczyciel akademicki, w latach 2008–2015 dyrektor Filmoteki Narodowej, członek Krajowej Rady Radiofonii i Telewizji w kadencji 2022–2028.

## Życiorys
Ukończył studia w Szkole Głównej Planowania i Statystyki. Doktoryzował się w Instytucie Dziennikarstwa na Uniwersytecie Warszawskim w 1986 na podstawie pracy pt. Robotnicza Spółdzielnia Wydawnicza  „Prasa-Książka-Ruch” w warunkach reformy gospodarczej w latach 1981–1983 (promotor – Tadeusz Kupis). Stopień doktora habilitowanego uzyskał w 1998 na podstawie rozprawy Media i pieniądze. Ekonomiczne aspekty działalności środków komunikowania masowego. Doszedł do stanowiska profesora nadzwyczajnego w Instytucie Dziennikarstwa UW (został kierownikiem Pracowni Ekonomiki i Zarządzania Mediami w Zakładzie Systemów Medialnych). Wykładał również w Wyższej Szkole Zarządzania i Prawa im. Heleny Chodkowskiej w Warszawie. Specjalizuje się w zakresie ekonomiki środków masowego komunikowania, polskim systemie prasowym i stosunkach międzynarodowych.
Współautor pierwszej ustawy o radiofonii i telewizji z 1992. W latach 1991–1993 pełnił funkcje członka zarządu i dyrektora generalnego Fundacji Centrum Prasowe dla Krajów Europy Środkowo-Wschodniej (założonej przez SDP, UNESCO oraz World Press Freedom Committee). Od 1995 do 1997 był ekspertem KRRiT, a w latach 1995–2004 ekspertem w zespołach zajmujących się mediami i technologiami informacyjnym działającymi w strukturach Rady Europy. Zajmował stanowisko dyrektora generalnego Krajowej Izby Producentów Audiowizualnych. W latach 2003–2005 był członkiem rady nadzorczej Telewizji Polskiej (od 2004 do 2005 jako jej przewodniczący). Później z rekomendacji środowisk twórczych i z poparciem PO wszedł w skład rady programowej TVP.
W lutym 2008 minister Bogdan Zdrojewski powołał go na stanowisko dyrektora Filmoteki Narodowej (ze skutkiem od marca tegoż roku). Pełnił tę funkcję do listopada 2015.
W czerwcu 2008 Tadeusz Kowalski stanął na czele powołanego w Ministerstwie Kultury i Dziedzictwa Narodowego zespołu ds. przygotowania projektu tzw. nowej ustawy medialnej. W 2011 ponownie został członkiem rady nadzorczej Telewizji Polskiej, zasiadał w niej do 2016. W sierpniu 2022 został powołany przez Senat na członka Krajowej Rady Radiofonii i Telewizji na okres sześcioletniej kadencji.

## Odznaczenia
W 2013 odznaczony Krzyżem Oficerskim Orderu Odrodzenia Polski.

## Wybrane publikacje
- Konkurencja a regulacja w dziedzinie środków przekazu (współautor), 1995.
- Media i pieniądze. Ekonomiczne aspekty działalności środków komunikowania masowego, 1998.
- Media na rynku. Wprowadzenie do ekonomiki mediów (współautor), 2006.
- Między twórczością a biznesem. Wprowadzenie do zarządzania w mediach i rozrywce, 2008.